# برت یانگ
برت یانگ (انگلیسی: Burt Young؛ زاده ۳۰ آوریل ۱۹۴۰ – درگذشته ۸ اکتبر ۲۰۲۳) بازیگر، نویسنده و نقاش آمریکایی بود. او نقش برادر زن و بهترین دوست راکی بالبوآ، پائولی پنینو را در مجموعه فیلم‌های راکی بازی کرد که بازی او در قسمت اول آن نامزدی جایزه اسکار بهترین بازیگر نقش مکمل مرد را به همراه داشت. وی از سال ۱۹۷۰ تا ۲۰۲۳ میلادی مشغول فعالیت بود.

## زندگی شخصی
همسر یانگ، گلوریا، در سال ۱۹۷۴ درگذشت. او یک دختر و یک نوه داشت. یانگ صاحب رستورانی در برانکس نیویورک بود. سرانجام برت یانگ در ۸ اکتبر ۲۰۲۳ در سن ۸۳ سالگی در لس آنجلس درگذشت.

## گزیده فیلم‌شناسی
از فیلم‌ها یا برنامه‌های تلویزیونی که وی در آن نقش داشته‌است می‌توان به آثار زیر اشاره کرد.
- زاده برای پیروزی (۱۹۷۱)
- آزادی سیندرلا (۱۹۷۳)
- محله چینی‌ها (۱۹۷۴)
- قمارباز (۱۹۷۴)
- هری و والتر به نیویورک می‌روند (۱۹۷۶)
- راکی (۱۹۷۶)
- راکی ۲ (۱۹۷۹)
- راکی ۳ (۱۹۸۲)
- نگاهی به بیرون (۱۹۸۲)
- روزی روزگاری در آمریکا (۱۹۸۴)
- پاپ روستای گرینویچ (۱۹۸۴)
- راکی ۴ (۱۹۸۵)
- بازگشت به مدرسه (۱۹۸۶)
- سرخ خونی (۱۹۸۹)
- تا بهار صبر کن (۱۹۸۹)
- به دریا رفتن (۱۹۸۹)
- آخرین خروجی به بروکلین (۱۹۹۰)
- مراسم عقد بتسی (۱۹۹۰)
- فرشته روشن (۱۹۹۰)
- راکی ۵ (۱۹۹۰)
- دختران بد (۱۹۹۲)
- ستاره قطبی (۱۹۹۶)
- اون خیلی دوست‌داشتنیه (۱۹۹۷)
- لگد به سر (۱۹۹۷)
- میکی زاغه (۱۹۹۹)
- ماجراهای پلوتو نش (۲۰۰۲)
- عروس را ببوس (۲۰۰۲)
- خفه‌شو و مرا ببوس (۲۰۰۵)
- ترنس‌آمریکا (۲۰۰۵)
- راکی ۶ (۲۰۰۶)
- برو برو قصه‌ها (۲۰۰۷)
- کارنرا: کوه متحرک (۲۰۰۸)
- نیویورک، دوستت دارم (۲۰۰۹)
- بازی برد-برد (۲۰۱۱)
- سرقت از اوباش (۲۰۱۴)
- جنگجو (۲۰۱۹)

### آثار تلویزیونی
- کارآگاه راکفورد (۱۹۷۶)
- باره‌تا (۱۹۷۵–۱۹۷۶)
- ایکوالایزر (۱۹۸۵)
- ستوان کلمبو (۱۹۹۴)
- سوپرانوز (۲۰۰۱)